# Bloomburg
Bloomburg è un centro abitato degli Stati Uniti d'America, situato nella contea di Cass dello Stato del Texas.

## Geografia fisica
Bloomburg è situata a 33°08′19″N 94°03′33″W (33.138602, -94.059067).
Secondo lo United States Census Bureau, ha un'area totale di un miglio quadrato (2,6 km²).

## Società

### Evoluzione demografica
Secondo il censimento del 2000, c'erano 375 persone, 155 nuclei familiari, e 104 famiglie residenti nella città. La densità di popolazione era di 372,6 persone per miglio quadrato (143,4/km²). C'erano 177 unità abitative a una densità media di 175,9 per miglio quadrato (67,7/km²). La composizione etnica della città era formata dall'80,27% di bianchi, il 17,60% di afroamericani, lo 0,80% di isolani del Pacifico, l'1.33% di altre razze. Ispanici o latinos di qualunque razza erano il 2,13% della popolazione.
C'erano 155 nuclei familiari di cui il 29,7% avevano figli di età inferiore ai 18 anni, il 49,0% erano coppie sposate conviventi, il 14,8% aveva un capofamiglia femmina senza marito, e il 32,9% erano non-famiglie. Il 30,3% di tutti i nuclei familiari erano individuali e il 15,5% aveva componenti con un'età di 65 anni o più che vivevano da soli. Il numero di componenti medio di un nucleo familiare era di 2,42 e quello di una famiglia era di 2,98.
La popolazione era composta dal 26,4% di persone sotto i 18 anni, l'8.5% di persone dai 18 ai 24 anni, il 24,5% di persone dai 25 ai 44 anni, il 26,1% di persone dai 45 ai 64 anni, e il 14,4% di persone di 65 anni o più. L'età media era di 36 anni. Per ogni 100 femmine c'erano 78,6 maschi. Per ogni 100 femmine dai 18 anni in giù, c'erano 79,2 maschi.
Il reddito medio di un nucleo familiare era di 27.708 dollari, e quello di una famiglia era di 34.875 dollari. I maschi avevano un reddito medio pro capite di 26.364 dollari contro i 30.208 dollari delle femmine. Il reddito medio pro capite era di 18.799 dollari. Circa il 13,0% delle famiglie e il 17,9% della popolazione erano sotto la soglia di povertà, incluso il 18,3% di persone sotto i 18 anni e il 20,6% di persone di 65 anni o più.